# Rudolf Mrva
Rudolf Mrva (29. březen 1873, Praha – 23. prosinec 1893, Praha) byl hlavní svědek v procesu s hnutím Omladiny. I když hnutí jako takové neexistovalo, na základě Mrvova mnohdy smyšleného svědectví proces v únoru 1894 proběhl a 68 obžalovaných bylo odsouzeno. Mrva sám se však procesu nedožil, krátce před procesem byl brutálně zavražděn.

## Život

### Mládí
Narodil se na Malé Straně č. p. 104 (dnes ulice U Lužického semináře). Pokřtěn byl jako Rudolf Leopold Franz. Otec Rudolfa Mrvy, František Mrva (1809–1886) pocházel z Vrbky u Libochovic a byl na Malé Straně rukavičkářem. Po smrti první manželky se František Mrva v roce 1869 znovu oženil s Johannou Schüsselbauerovou (1836–1890).
Rudolfovi rodiče nežili pohromadě, vychovávala ho teta Anna Keroušová; matka se vrátila po jeho smrti a ujala se živnosti. Po smrti matky převzal otcovu živnost Rudolf a od listopadu 1893 žil se svou tetou a pěstounkou Annou Kerauschovou (1838–??) v Lázeňské ulici č. 276/3 (dnes Saská).
Podle dobových zpráv byl hrbatý, známý pod přezdívkou Rigoletto z Toscany. Již v březnu 1893 byl souzen za účast ve spolku Podzemní Praha, všichni obžalovaní byli osvobozeni. Byl vyloučen z dalších spolků Žižkovan a Malostranští mládenci. Za spolupracovníka policie ho (na základě důvodného podezření) označil poslanec Říšské rady JUDr. Josef Herold.

### Úmrtí
23. prosince 1893 navštívili Rudolfa Mrvu jeho přátelé, osmnáctiletý strojník ze Žižkova Otakar Doležal a sedmnáctiletý František Dragoun, dělník ze Žižkova, a společně ho zavraždili. Oba byli vyšetřování v procesu s Omladinou, kde mezi obžalované patřil i Rudolf Mrva. Důvodem vraždy bylo podezření, že Mrva spolupracuje s policií. Oba se k vraždě doznali.
Pohřeb Rudolfa Mrvy se uskutečnil 27. prosince 1893. Tělo bylo vystaveno v otevřené rakvi, průvod vyšel z Anatomického ústavu, kde bylo Mrvovo tělo vystaveno, a pokračoval na Olšanské hřbitovy, kde bylo pohřbeno do hrobu č. 105.

## Umělecké zpracování
- Příběh Rudolfa Mrvy popsal stručně Géza Včelička ve svém románu Policejní hodina (nakl. Bohumil Janda, 1937).
- Příběh Omladiny a Rudolfa Mrvy popsal Vladimír Neff ve čtvrtém díle své historické pentalogie Veselá vdova (Československý spisovatel, 1961).[7]
- Režisér František Filip natočil v roce 1986 podle románů Vladimíra Neffa televizní seriál Zlá krev. Dvacetiletého Mrvu představoval v tomto seriálu tehdy osmapadesátiletý Jiří Císler.

## Zajímavost
Teta a pěstounka Anna Kerauschová, v jejímž bytě byl Mrva zavražděn, byla též jeho kmotrou.